# Пожежна безпека

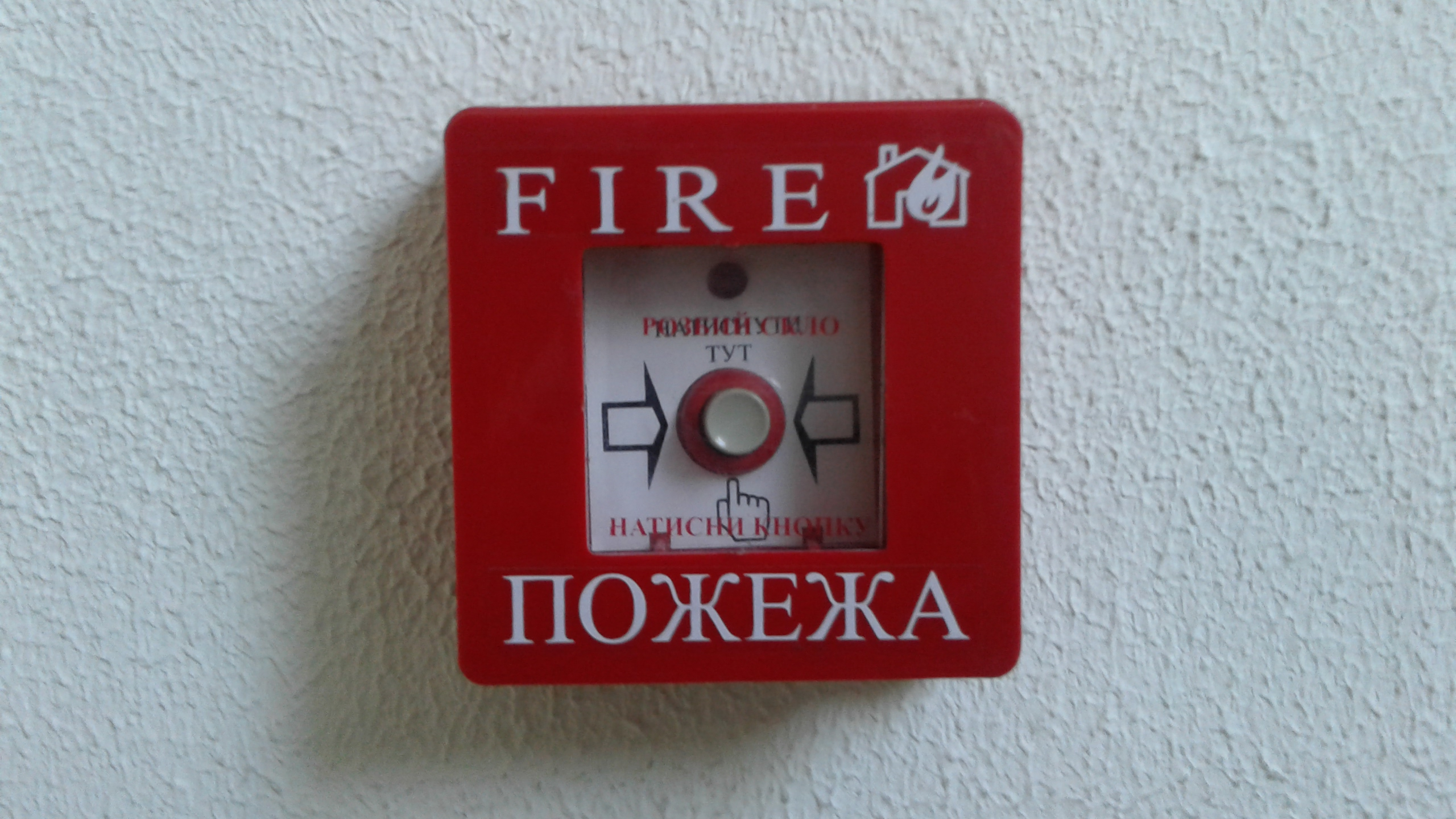
Ручна кнопка пожежної тривоги

Поже́жна безпе́ка — стан об'єкта, при якому з регламентованою ймовірністю відкидається можливість виникнення та розвиток пожежі, і впливу на людей її небезпечних факторів, а також забезпечується захист матеріальних цінностей.

## Причини
Спричинити пожежу та вибух на підприємстві можуть: порушення правил і норм пожежної безпеки, невиконання Закону «Про пожежну безпеку» тощо

### Небезпечні фактори
Небезпечними факторами пожежі і вибуху, які можуть призвести до травми, отруєння, загибелі або матеріальних збитків є відкритий вогонь, іскри, підвищена температура, токсичні продукти, горіння, дим, низький вміст кисню, обвалення будинків і споруд.

## Відповідальність за стан пожежної безпеки
За стан пожежної безпеки на підприємстві відповідають її керівники, начальники цехів, майстри та інші керівники. 
За порушення встановлених чинним законодавством України правил пожежної безпеки винні особи притягуються до адміністративної відповідальності згідно з нормами Кодексу України про адміністративні правопорушення та до кримінальної відповідальності згідно з Кримінальним кодексом України.

## Пожежна охорона
На підприємствах існує два види пожежної охорони: професійна і воєнізована.
Воєнізована охорона створюється на об'єктах з підвищеною небезпекою.
Крім того, на підприємствах для посилення пожежної охорони організовуються добровільні пожежні дружини і команди, добровільні пожежні товариства і пожежно-технічні комісії з числа робітників та службовців.
При Міністерстві внутрішніх справ існує управління пожежної охорони (УПО) і його органи на місцях. До складу УПО входить Державний пожежний нагляд який здійснює:
- Контроль за станом пожежної безпеки
- Розробляє і погоджує протипожежні норми і правила та контролює їх виконання в проектах і безпосередньо на об'єктах народного господарства
- Проводить розслідування і облік пожеж
- Організовує протипожежну профілактику
- Проводить перевірку нових об'єктів щодо відповідності протипожежним нормам, на підставі протипожежної декларації [Архівовано 21 червня 2019 у Wayback Machine.], наданої суб'єктом.

## Пожежнабезпекаяк наука
Галузь науки і техніки, що комплексно займається виявленням і вивченням процесів, закономірностей, чинників виникнення пожеж та їх попередження, динаміки пожеж у конкретних умовах, небезпечних факторів пожеж, розробленням методів і засобів протипожежного захисту для зниження пожежної небезпеки, методів гасіння й ліквідації пожеж.

### Напрямки досліджень
Напрямки досліджень:
- Дослідження закономірностей горіння в умовах пожеж та чинників їх виникнення.
- Динаміка розвитку пожеж у конкретних умовах.
- Дослідження щодо запобігання утворення горючого середовища, а також щодо запобігання утворення в ньому джерел запалювання.
- Небезпечні фактори пожеж.
- Створення й пошук оптимальних методів і засобів протипожежного захисту та систем забезпечення пожежної безпеки.
- Автоматизація технологічних та оперативно-тактичних процесів у системах забезпечення пожежної безпеки об'єктів.
- Методи визначення характеристик пожежної техніки, автоматики, сигналізації, інших виробів і систем протипожежного захисту.
- Методи і засоби випробування горючих матеріалів, вогнегасних речовин, засобів захисту від небезпечних факторів пожеж, а також методів та засобів контролю й діагностики зразків пожежної техніки, автоматики, сигналізації та інших засобів, пристроїв і систем протипожежного захисту.
- Дослідження з проблем підвищення надійності та ефективності засобів і обладнання пожежної безпеки об'єктів.

## «Про пожежну безпеку» (Закон України)
«Про пожежну безпеку» — Закон України, що визначає загальні правові, економічні та соціальні основи забезпечення пожежної безпеки на території України, регулює відносини державних органів, юридичних і фізичних осіб у цій галузі незалежно від виду їх діяльності та форм власності. Прийнятий 17 грудня 1993 р. Зокрема визначає обов'язки підприємств, установ та організацій, державних органів та громадян щодо забезпечення пожежної безпеки. Вказує, що забезпечення пожежної безпеки є складовою частиною виробничої та іншої діяльності посадових осіб, працівників підприємств, установ, організацій та підприємців. Це повинно бути відображено у трудових договорах (контрактах) та статутах підприємств, установ та організацій. Забезпечення пожежної безпеки підприємств, установ та організацій покладається на їх керівників і уповноважених ними осіб, якщо інше не передбачено відповідним договором.
Втратив чинність 1 липня 2013 року з введенням у дію Кодексу цивільного захисту України.